# Regina Lange

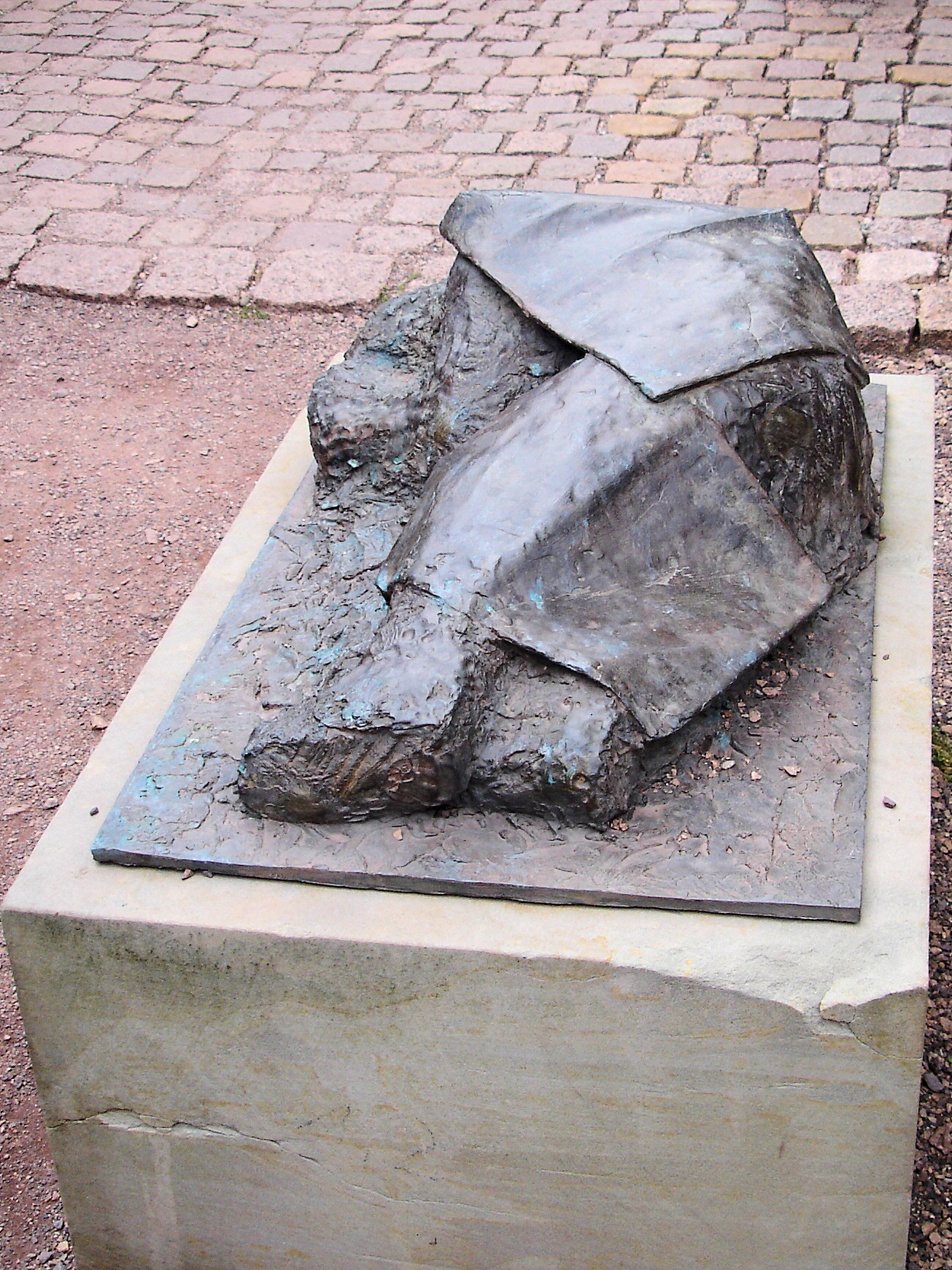
Obdachloser, Bronze 2007, Burghof Wartburg Eisenach

Regina Lange, geborene Renz, (* 8. September 1957; † 1. Juli 2021 in Jena) war eine deutsche Bildhauerin.

## Leben und Werk
Regina Lange studierte von 1976 bis 1980 Kunsterziehung an der Pädagogischen Hochschule Erfurt bei Lutz Gode und von 1983 bis 1988 an der Hochschule für Bildende Künste Dresden (HfBK). bei Gerd Jaeger und Detlef Reinemer Plastik und Bildhauerei. Von 1988 bis zu ihrem Tod war sie in Jena freischaffend als Bildhauerin tätig. Sie war von 1992 bis 1995 an der HfBK Meisterschülerin bei Helmut Heinze. Seit 1993 gehörte sie dem Bundesverband Bildender Künstlerinnen und Künstler an.

## Arbeiten im öffentlichen Raum

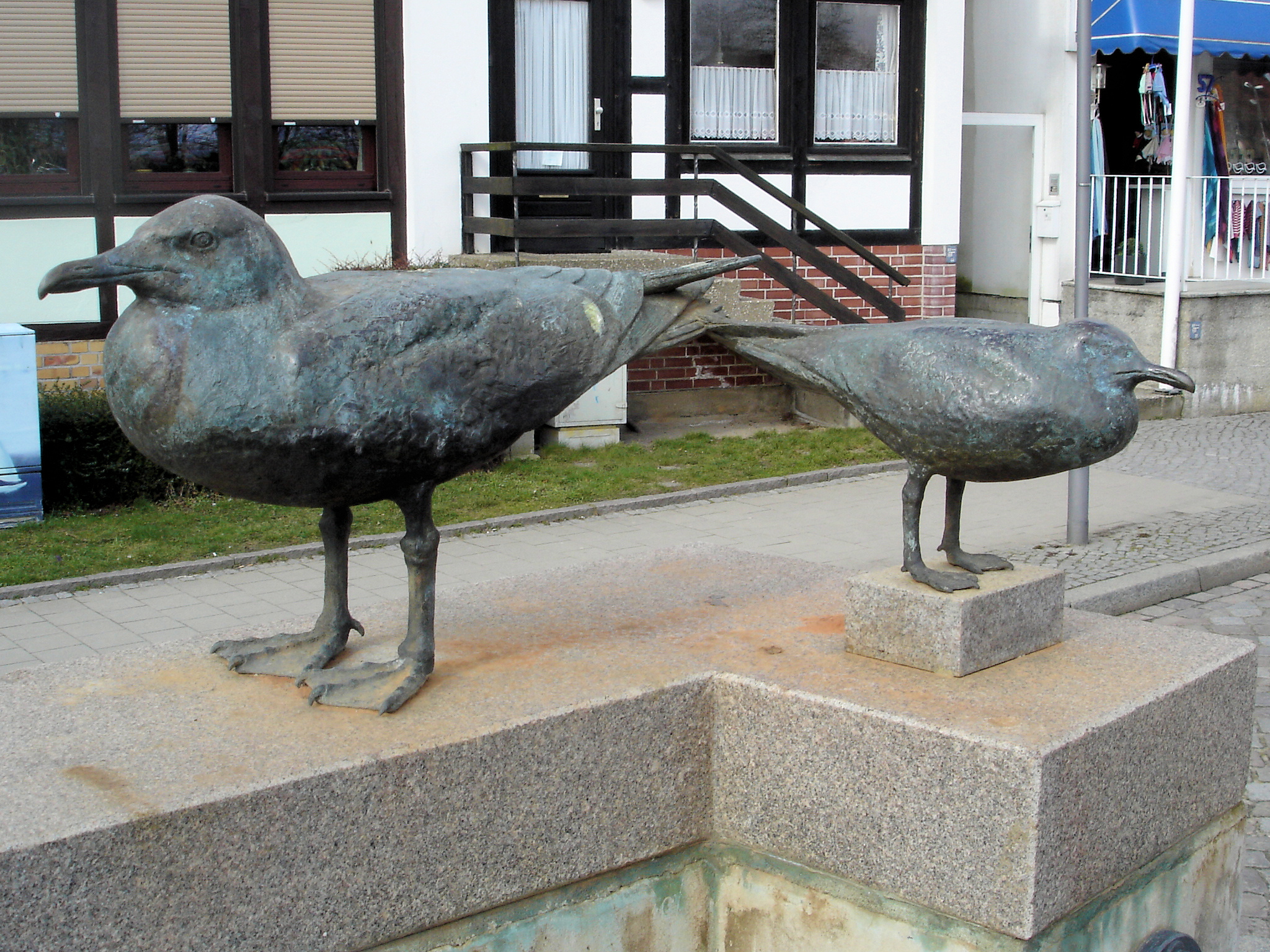
Möwen, Bronze, 1999, Warnemünde

- Möwen, Warnemünde „Am Alten Strom“, Bronze, 1999
- Obdachloser, Burghof Wartburg, Bronze, 2007
- Löbdertor, Modell des mittelalterlichen Stadttors von Jena, Bronze, 2007
- Saaltor, Modell des mittelalterlichen Stadttors von Jena, Bronze, 2007